# Mendel Jackson Davis

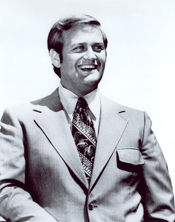
Mendel Jackson Davis

Mendel Jackson Davis (* 23. Oktober 1942 in North Charleston, South Carolina; † 13. Mai 2007 in Charleston, South Carolina) war ein US-amerikanischer Politiker. Zwischen 1971 und 1981 vertrat er den Bundesstaat South Carolina im US-Repräsentantenhaus.

## Werdegang
Mendel Davis besuchte die öffentlichen Schulen seiner Heimat und dann bis 1966 das College of Charleston, an dem er Geschichte studierte. Nach einem anschließenden Jurastudium an der University of South Carolina und seiner im Jahr 1970 erfolgten Zulassung als Rechtsanwalt begann er in North Charleston in seinem neuen Beruf zu praktizieren. Davis wurde Mitglied der Demokratischen Partei. Zehn Jahre lang arbeitete er im Stab des Kongressabgeordneten L. Mendel Rivers, seines Patenonkels, nach dem er auch benannt worden war.
Nach dem Tod von Rivers wurde Davis bei der fälligen Nachwahl im ersten Wahlbezirk von South Carolina als dessen Nachfolger in das US-Repräsentantenhaus in Washington, D.C. gewählt. Dort trat er am 27. April 1971 sein neues Mandat an. Nachdem er bei den folgenden vier regulären Wahlen jeweils bestätigt wurde, konnte Davis bis zum 3. Januar 1981 im Kongress verbleiben. Er setzte sich für eine bessere Gesundheitspolitik und die Einführung von Mindestlöhnen ein. In seine Zeit im Kongress fiel auch die Watergate-Affäre.
1980 verzichtete Davis aus gesundheitlichen Gründen auf eine erneute Kandidatur. In den folgenden Jahren arbeitete er wieder als Anwalt. Er war auch Gastgeber einer Radio-Talkshow. Im Charleston County wurde Mendel Davis Parteivorsitzender der Demokraten. Er starb am 13. Mai 2007 an einem Lungenemphysem.